# Autoportret X
Autoportret X – album kompilacyjny zawierający komplet instrumentalnych nagrań radiowych z lat 1975 i 1977, a także jedno nagranie studyjne z 2015 roku wrocławskiej formacji jazz-rockowej Muzyczna Spółka Akcyjna 1111. Wydany nakładem wydawnictwa Gad Records.
MSA 1111 to zespół wykonujący muzykę z pogranicza rocka i jazzu, działający w drugiej połowie lat 70. we Wrocławiu. Muzycy zdobyli szereg nagród na licznych festiwalach i zarejestrowali swoje utwory podczas dwóch sesji radiowych. Na swój pełnoprawny, płytowy debiut musieli jednak czekać, aż cztery dekady. 
Album prezentuje wszystkie zachowane nagrania grupy, tj. sesje zarejestrowane w Polskim Radio, zapis występu zespołu na festiwalu Jazz nad Odrą '77 i nagrany po latach utwór Back to MSA. Wszystkie nagrania zostały zremasterowane z oryginalnych taśm-matek.

## Lista utworów[1][2]
1. „1111” – 5:02
2. „Dla Wojtka” – 7:16
3. „Śpioch” – 4:37
4. „Equalizer” – 14:00
5. „Komunikat” – 3:05
6. „Bonia” – 7:00
7. „Coś na trzy” – 5:11
8. „Bonia” – 8:22
9. „Autoportret X” – 15:25
10. „Back to MSA” – 6:38

- Muzyka Janusz Konefał (1-5, 7, 10), Zbigniew Szuba (6, 8), Muzyczna Spółka Akcyjna 1111 (9)

## Składy zespołu[1][2]
- Janusz Konefał – gitara
- Wojciech Jaworski – pianino elektroniczne, syntezator (1-4, 10)
- Zbigniew Szuba – pianino elektroniczne (5-9)
- Maciej Roda – gitara basowa (1-4)
- Mieczysław Jurecki – gitara basowa (5-10)
- Leszek Chalimoniuk – perkusja
- Kwartet smyczkowy w składzie: Adam Stępień – skrzypce, Zofia Balcar – skrzypce, Sławomir Arszyński – altówka, Lidia Grzanka – wiolonczela (9)

## Opracowanie[2]
- Michał Wilczyński – producent
- Łukasz Hernik – współproducent
- Bartosz Szymkiewicz – okładka i projekt graficzny
- Andrzej Prugar (1-4), Władysław Gawroński (5-7), Jerzy Redler (8, 9) – reżyseria nagrania
- Marek Karewicz, archiwum Janusza Konefała – zdjęcia
- Przemysław Pomarański – obróbka zdjęć